# Función de noche
Función de noche és una pel·lícula espanyola de l'any 1981 dirigida per Josefina Molina. El cinéma vérité apareix clarament en aquesta pel·lícula, molt lligada al teatre i sobretot a Miguel Delibes. Lola Herrera, Daniel Dicenta, Natalia Dicenta i Juana Ginzo s'interpreten a si mateixos.

## Argument
Mentre l'actriu Lola Herrera representa el monòleg Cinco horas con Mario basat en la novel·la homònima de Miguel Delibes, se sent tan identificada amb el seu personatge, Carmen Sotillo, que planteja un enfrontament amb el seu marit, el també actor Daniel Dicenta, al seu camerino del teatre.
A mig camí entre el documental i la ficció, Josefina Molina dirigeix una pel·lícula amb una forta càrrega feminista, que segons la crítica no funciona bé perquè els actors resulten una mica perduts davant aquesta situació.

## Crítiques
Poderós estudi psicològic de la protagonista i reflex d'una època, d'una generació, la de la postguerra, dels seus traumes, de les seves pors i inseguretats, d'aquesta generació que en el moment del rodatge estava construint una nova forma de viure i de conviure. Es tracta, doncs, d'un document personal i a més social que continua despertant interès.